# Парсонс-Грін (станція метро)
51°28′31″ пн. ш. 0°12′04″ зх. д. / 51.475278° пн. ш. 0.201111° зх. д.
Парсонс-Грін (англ. Parsons Green) — станція лінії Дистрикт Лондонського метро. Розташована у 2-й тарифній зоні, у Парсонс-Грін, боро Гаммерсміт і Фулгем, західний Лондон, між станціями Фулгем-Бродвей та Патні-брідж. Пасажирообіг на 2017 — 6.76 млн осіб
Конструкція станції — наземна відкрита з двома прямими береговими платформами.

## Історія
- 1. березня 1880 — відкриття станції у складі Metropolitan District Railway (сьогоденна лінія Дистрикт)

## Послуги
| Попередня станція | Лінія | Лінія                           | Лінія | Наступна станція |
| ----------------- | ----- | ------------------------------- | ----- | ---------------- |
| Фулгем-Бродвей    |       | Лондонське метро Лінія Дистрикт |       | Патні-брідж      |